# Ollas Erik Eriksson
Ollas Erik Eriksson (i riksdagen kallad Eriksson i Östanfors), född 27 april 1872 i Folkärna socken, död där 26 januari 1953, var en svensk lantbrukare och politiker (liberal). 
Ollas Erik Eriksson, som kom från en bondesläkt, var lantbrukare på Ollasgården i Östanfors i Folkärna socken, där han också var kommunalstämmans ordförande 1933. Han var också ledamot i Kopparbergs läns landsting 1927-1938. Han var även aktiv i NTO, bland annat som distriktsordförande för södra Dalarna 1909-1921.
Han var riksdagsledamot i andra kammaren för Kopparbergs läns östra valkrets 1921 och tillhörde i riksdagen Frisinnade landsföreningens riksdagsgrupp Liberala samlingspartiet. Han var bland annat suppleant i andra kammarens tredje tillfälliga utskott.